# Mateusz Kostrzewski
Mateusz Tomasz Kostrzewski (Elbląg, 18 settembre 1989) è un cestista polacco.

## Palmarès
- Campionato polacco: 4

Prokom Sopot: 2008-09
Prokom Gdynia: 2009-10, 2010-11
W.M. Szczecin: 2022-2023
- Supercoppa polacca: 1

Prokom Gdynia: 2010